# Синдром Альцгеймера (фильм)
«Синдром Альцгеймера» (нидерл. De zaak Alzheimer) — фильм-боевик бельгийского режиссёра Эрика Ван Лоя, снятый в 2003 году. Фильм рассказывает о наёмном убийце, который страдает от болезни Альцгеймера. Сюжет снят по мотивам одноимённого детективного романа бельгийского писателя Йефа Герартса. Премьера фильма состоялось в Бельгии 7 октября 2003 года на фестивале Ghent Film Festival.

## Сюжет
Наёмный убийца Анджело Ледда (Ян Деклер) отправляется из Марселя в Бельгию, где он должен выполнить два задания. В качестве первого задания он убивает высокопоставленного чиновника Боба Ван Кампа (Лукас Ван ден Эйнде) и закапывает тело в саду. Комиссар уголовной полиции в Управлении Антверпена Эрик Винке (Кун Де Боу) и будущий комиссар Фредди Верстайфт (Вернер Де Смедт) получают задание расследовать исчезновение чиновника, с помощью двух других сотрудников уголовной полиции.
В качестве второго задания, Ледда должен убить двенадцатилетнюю девочку Бике (Лорин Ван ден Брук). Однако он отказывается это делать, после чего приезжает его босс из Франции, чтобы убить девочку, а затем и Ледду. После неудавшейся попытки покушения на его жизнь, Ледда начинает преследовать своих клиентов.
Когда полиция, наконец, арестовывает Ледду, он отказывается говорить с кем-нибудь, кроме Винке. Он рассказывает комиссару о своих преступлениях, связанных с политикой, коррупцией и детской проституцией.

## В ролях
- Ян Деклер – Анджело Ледда
- Кун Де Боу – Эрик Винке
- Вернер Де Смедт – Фредди Верстёйфт
- Лорин Ван ден Брук – Бике Кёйперс
- Йо Де Мейере – Барон Генри Гюстав де Хак
- Хилде Де Бардемакер – Линда де Лейнгейр
- Герт Ван Рампелберг – Том Куманс
- Жене Бервутс – Сэйнаве
- Патрик Декамп – Жиль Рене